# باغاس (فرنسا)
باغاس (بالفرنسية: Pageas)‏ هي بلدية في مقاطعة فيين العليا في منطقة أقطانية الجديدة غرب وسط فرنسا.